# Лозина-Лозинский, Михаил Александрович
Михаил Александрович Лозина-Лозинский (Лозинский, Любич-Ярмолович-Лозина-Лозинский; 1865 — 1921) — русский учёный-правовед и государственный деятель, действительный статский советник. Тифлисский (1902—1911) и Пермский (1914—1917) губернатор.

## Карьера
Из дворянского рода Любич-Ярмолович-Лозина-Лозинских герба Любич. 
Юрист, автор ряда публикаций из области права.
С 22.09.1902 по 10.05.1911 занимал должность Тифлисского губернатора. 
С 1911 до 1914 года служил в Министерстве юстиции, после чего был назначен Пермским губернатором.
При участии губернатора в условиях Первой мировой войны решался вопрос об эвакуации Юрьевского (Дерптского) университета в Пермь (однако, в итоге университет был эвакуирован в Воронеж; тем не менее, в 1916 году меценату Н. В. Мешкову при поддержке губернатора Лозинского удалось добиться открытия в Перми отделения Петроградского университета (в дальнейшем, с 1917 года — Пермский университет).
6 марта 1917 года, в результате событий Февральской революции составил акт о передачи власти в губернии комиссару Временного правительства — председателю губернской земской управы Е. Д. Калугину.
8 марта бывшие губернаторы и вице-губернаторы были арестованы, затем освобождены «под надзор полиции», но 9 апреля вновь арестованы, поскольку в их действиях были найдены признаки уголовных преступлений. Вскоре был отпущен на свободу. Позже уехал в Петроград.
В эмиграции жил в Греции.

## Сочинения
- Кодификация законов по русскому государственному праву / М.А. Лозина-Лозинский. - Санкт-Петербург : тип. Правительствующего сената, 1897. - 113 с.; 23.
- Надзор за следственными действиями полицейских чинов. Статья в журнале «Вестник министерства юстиции», 1899.
- Новая инструкция об оценке недвижимых имуществ, подлежащих обложению земскими сборами : Правила расходования казен. пособий на пр-во зем. учреждениями оценоч. работ : С прил. текста закона и разъяснений Правительствующего сената и Министерств вн. дел и финансов / М.А. Лозина-Лозинский. - Санкт-Петербург : Н.К. Мартынов, 1905. - 68 с.; 23.
- Административный суд в Австрии / М.А. Лозина-Лозинский. - Санкт-Петербург : тип. Правительствующего сената, 1899. - 60 с.; 22.
- Систематический сборник разъяснений Правительствующего сената по делам о жительстве евреев / С разреш. г. министра юстиции сост. М.А. Лозина-Лозинский (б. обер-секр.1 Д-та Правит. сената). - Санкт-Петербург : типо-лит. А.Е. Ландау, 1902. - VIII, 624 с